# Francesco Baratta
Pour les articles homonymes, voir Baratta.
Francesco Baratta dit « l'Ancien », né vers 1590 à Massa et mort en 1666 à Rome, est un sculpteur italien de la période baroque.

## Biographie
Originaire du grand-duché de Toscane, Francesco Baratta s'installa à Rome où il fut l'élève et le collaborateur de Gian Lorenzo Bernini.
Il est l'oncle des sculpteurs Pietro Baratta (1659–1729), Giovanni Baratta (it) (1670–1747) et Francesco Baratta dit « le Jeune » (mort en 1731).

## Œuvres principales
- Statue allégorique représentant le Río de la Plata, fontaine des Quatre-Fleuves, piazza Navona, à Rome ;
- L'Extase de Saint François (L'Estasi di San Francesco), église San Pietro in Montorio, à Rome ;
- La Résurrection du Christ (La Resurrezione di Cristo), Santuario del Santissimo Crocifisso, à San Miniato (Toscane).

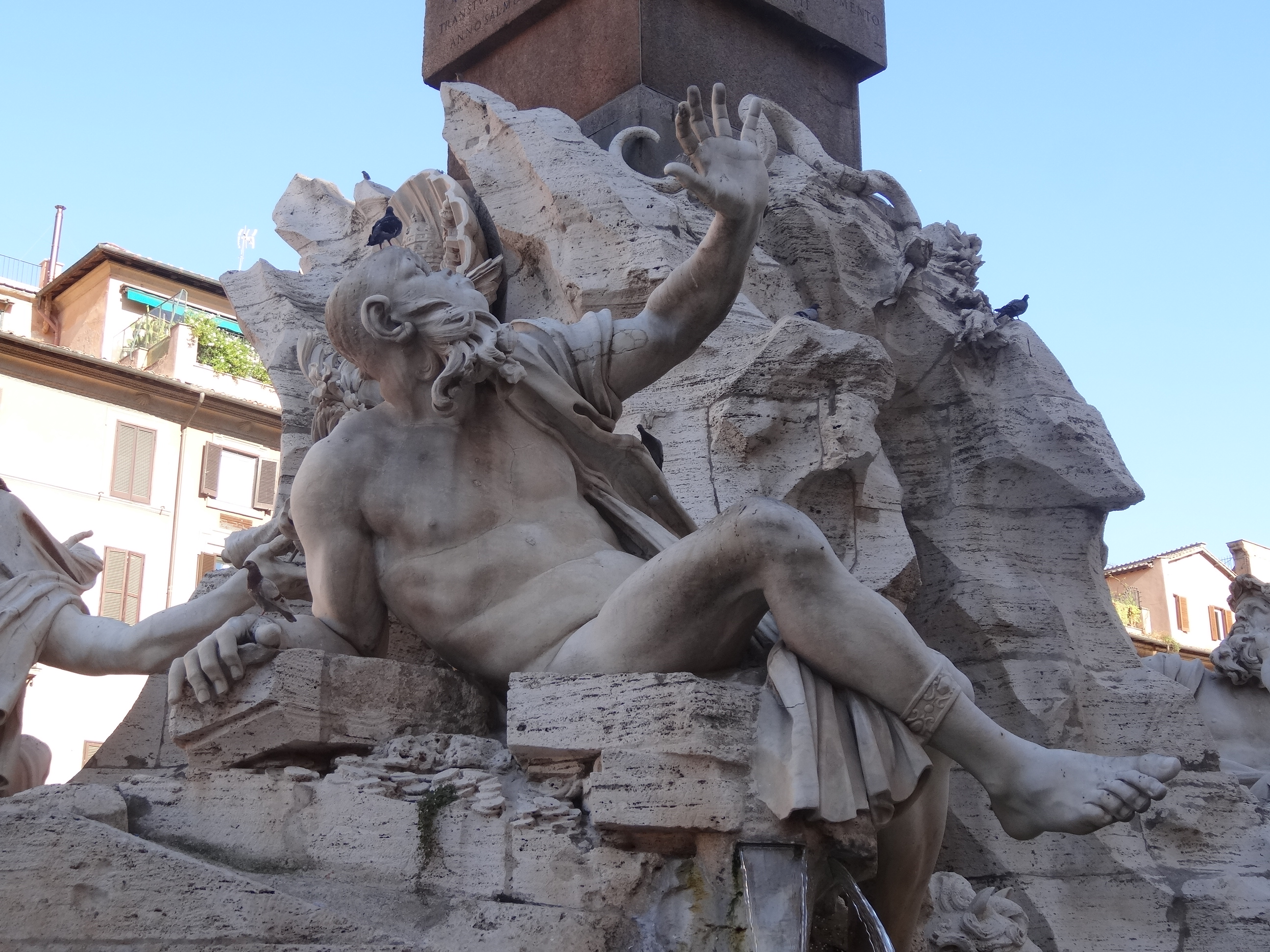
Statue du Río de la Plata.
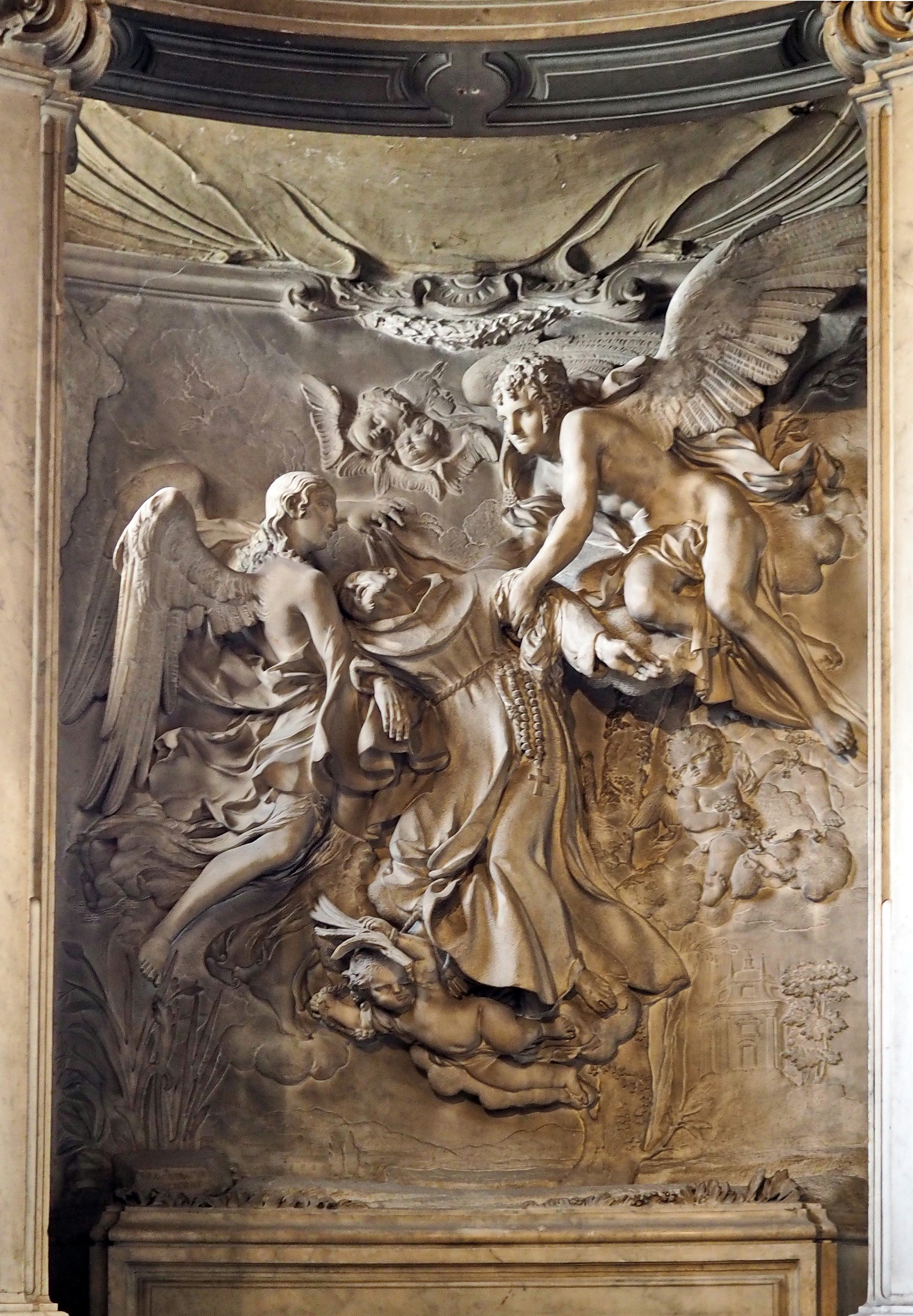
L'Extase de Saint François.
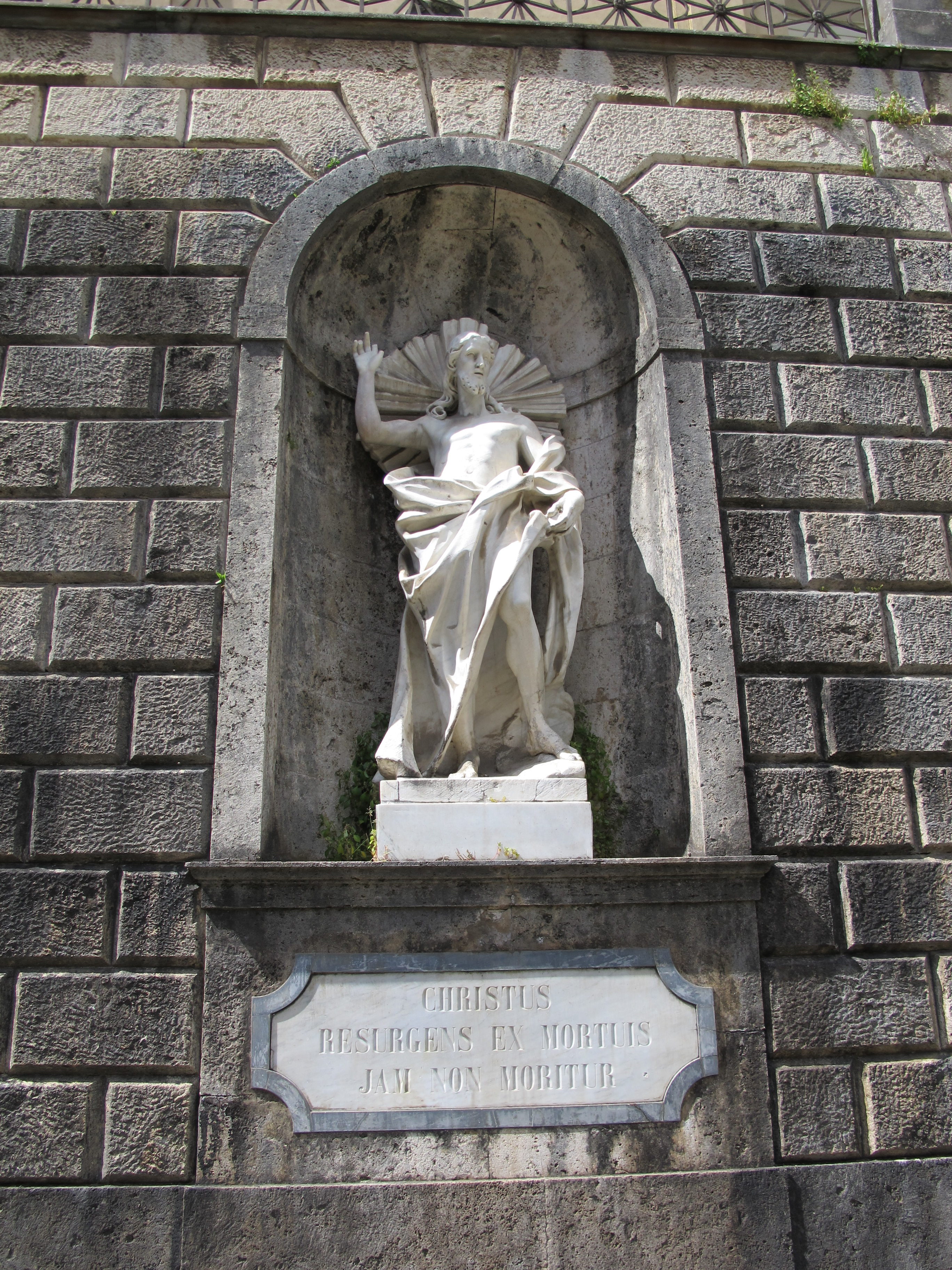
La Résurrection du Christ.